# Anneau artinien
En algèbre commutative, un anneau artinien est un anneau vérifiant la condition de chaîne descendante pour ses idéaux. Les anneaux artiniens doivent leur nom au mathématicien autrichien Emil Artin.

## Définition
On dit qu'un anneau commutatif (unitaire) A est un anneau artinien si c'est un A-module artinien, autrement dit, si toute suite décroissante d'idéaux de A est stationnaire. Cela équivaut à dire que tout ensemble non vide d'idéaux de A admet un élément minimal (pour la relation d'inclusion).
Pour un anneau (unitaire) non commutatif, on définit de même les notions d'artinien à gauche et artinien à droite (relatives aux idéaux à gauche et à droite). Si l'anneau est simple, c'est-à-dire s'il est non nul et n'admet pas d'autres idéaux bilatères que {0} et lui-même, les notions d'artinien à gauche et d'artinien à droite coïncident.

## Exemples
- Tout anneau fini est artinien.
- Tout corps est artinien.
- L'anneau des entiers n'est pas artinien :{\displaystyle \mathbb {Z} \supsetneq 2\mathbb {Z} \supsetneq 2^{2}\mathbb {Z} \supsetneq 2^{3}\mathbb {Z} \supsetneq \cdots .}De même et plus généralement, un anneau intègre qui n'est pas un corps ne peut pas être artinien[2].
- Soient A un anneau noethérien et M un idéal maximal de A. Alors A/Mn, où n est un entier strictement positif, est un anneau artinien. En effet, il est de longueur finie en tant que A-module.
- Si k est un corps, les anneaux quotients k[T]/(Tn) sont artiniens. C'est un cas particulier de l'exemple précédent. Ces anneaux sont à la base de la théorie des déformations en géométrie algébrique. Plus généralement, les k-algèbres de dimension finie sont des anneaux artiniens, puisque ce sont des k-modules artiniens et que leurs idéaux sont des k-sous-modules.
- Si A est un anneau noethérien et si P est un idéal premier minimal (i.e. ne contenant aucun autre idéal premier), alors le localisé AP est un anneau artinien. En géométrie algébrique, un anneau artinien apparait comme l'anneau local d'un schéma noethérien en un point générique.

## Propriétés
- Sur un anneau artinien (à gauche), tout module (à gauche) artinien ou de type fini est de longueur finie[3], autrement dit à la fois artinien et noethérien.
- En particulier, tout anneau artinien à gauche est noethérien à gauche[4].
- La classe des anneaux artiniens est stable par quotient et produit direct fini[3].
- Tout anneau commutatif artinien est de dimension de Krull nulle, c'est-à-dire que ses idéaux premiers sont maximaux[5],[6].
- Tout anneau commutatif artinien est le produit direct d'un nombre fini d'anneaux locaux[7]. Autrement dit : un tel anneau n'a qu'un nombre fini d'idéaux maximaux et il est isomorphe au produit direct des localisés correspondants[8],[9] (ces facteurs sont encore artiniens, à double titre : comme localisés ou comme quotients).

- Caractérisation : 
  - Un anneau commutatif est artinien si[10] — et seulement si, d'après ce qui précède — il est noethérien et de dimension de Krull nulle ;
  - Soit A un anneau local noethérien, d'idéal maximal M. Alors A est artinien si et seulement si Mn = 0 pour un entier n strictement positif.